# L'Otzetó
L'Otzetó, o l'Otzet Jussà, fou una masia del sud-est del terme municipal de Monistrol de Calders, al Moianès, a prop del límit amb Granera.
Actualment només en queden restes, de la masia, que estigué habitada fins a mitjan segle xx, atès que les seves pedres foren comprades per l'amo del Bosc per a ampliar aquella masia. En el lloc on es dreçava l'Otzetó roman encara una tina de la masia, únic element que no es va desmuntar en el seu moment.
Fou una masia depenent, en els seus orígens de la veïna masia de l'Otzet, del terme municipal de Granera, que era també anomenada l'Otzet Sobirà.